# ジョルダン・ルカク
ジョルダン・ザカリー・ルカク・メナマ・モケレンゲ（Jordan Zacharie Lukaku Menama Mokelenge、1994年7月25日 - ）は、ベルギー・アントウェルペン出身のサッカー選手。アダナスポル所属。元ベルギー代表。ポジションはDF。ロメル・ルカクを兄に持つ。

## クラブ歴
2011年12月1日に初めてRSCアンデルレヒトのトップチームのメンバーとしてベンチに入ったが、このAEKアテネFCとのUEFAヨーロッパリーグ 2011-12の一戦でピッチ上に立つことはなかった。初出場となったのは、2012年4月6日に行われたジュピラー・プロ・リーグのスタンダール・リエージュ戦であった。同シーズンに合計6試合の出場となったものの、翌シーズンはベンチに2回座ったのみでベンチ外が続き、クラブはタイトルを獲得した一方で日の目を見ることはなかった。2013年7月21日には、ベルギー・スーパーカップのKRCヘンク戦の87分にマティアス・スアレスに代わって出場した。
その後、KVオーステンデにレンタル移籍し、2014年には完全移籍した。
2016年7月22日、SSラツィオへの移籍が発表された。
2020年10月5日、ロイヤル・アントワープFCへレンタル移籍することが発表された。

## 代表歴
2015年10月10日、UEFA EURO 2016予選のアンドラ代表戦で代表初出場、4-1の勝利に終わり決勝トーナメント進出を果たした。
2016年3月29日に行われたポルトガル代表とのアウェーでの親善試合の59分にギヨーム・ジレに代わって途中出場し2試合目のキャップとなった。この試合ではジョルダンが放ったクロスを兄のロメルが合わせて得点としたが、チームは2-1で敗れた。

## 個人
父親のロジェは元ザイール代表のサッカー選手、兄のロメル・ルカクは同じくベルギー代表のサッカー選手で、従兄弟のボリ・ボリンゴリ＝ムボンボもサッカー選手である。

## タイトル
アンデルレヒト
- ジュピラー・プロ・リーグ:2011-12
- ベルギー・スーパーカップ:2013

ラツィオ
- スーペルコッパ・イタリアーナ:2017
- コッパ・イタリア:2018-19